# Gare de Laroquebrou
La gare de Laroquebrou est une gare ferroviaire française, de la ligne de Souillac à Viescamp-sous-Jallès, située sur le territoire de la commune de Laroquebrou, dans le département du Cantal, en région Auvergne-Rhône-Alpes.
Elle est mise en service en 1891 par la Compagnie du chemin de fer de Paris à Orléans (PO).
C'est une gare de la Société nationale des chemins de fer français (SNCF), desservie par des trains des réseaux Intercités de nuit et TER Auvergne-Rhône-Alpes.

## Situation ferroviaire
Établie à 454 mètres d'altitude, la gare de Laroquebrou est située au point kilométrique (PK) 688,294 de la ligne de Souillac à Viescamp-sous-Jallès, entre les gares ouvertes de Laval-de-Cère (s'intercalent les gares fermées de Lamativie et de Siran) et de Viescamp-sous-Jallès (s'intercale la gare fermée de Miécaze).
C'est une gare d'évitement disposant d'une deuxième voie pour le croisement des trains circulant sur cette ligne à voie unique.

## Fréquentation
De 2015 à 2023, selon les estimations de la SNCF, la fréquentation annuelle de la gare s'élève aux nombres indiqués dans le tableau ci-dessous:
| Année     | 2015  | 2016  | 2017  | 2018  | 2019  | 2020  | 2021  | 2022  | 2023  |
| --------- | ----- | ----- | ----- | ----- | ----- | ----- | ----- | ----- | ----- |
| Voyageurs | 5 164 | 4 322 | 3 815 | 3 546 | 3 527 | 2 638 | 2 626 | 3 741 | 4 387 |

## Service des voyageurs

### Accueil
Gare SNCF, elle dispose d'un bâtiment voyageurs, avec guichet, ouvert du lundi au vendredi et fermé les samedis, dimanches et jours fériés.

### Desserte
Laroquebrou est desservie par un Intercités de nuit, reliant Paris-Austerlitz à Aurillac, et par des trains régionaux TER Auvergne-Rhône-Alpes, qui effectuent des missions entre les gares de Brive-la-Gaillarde et d'Aurillac.

### Intermodalité
Un parking est aménagé.